# Sesel
Sesel (Seseli) je rod rostlin z čeledi miříkovitých, které se vyskytují asi v 80 druzích v  Evropě a Asii. V české přírodě volně vyrůstají čtyři druhy, žádný z nich není příliš rozšířen ani se ekonomicky nevyužívá.

## Popis
Dvouleté nebo krátce vytrvalé rostliny vysoké 10 až 300 cm. Jejich pevné, rýhované, málokdy duté, jednoduché nebo jen málo větvené lodyhy vyrůstají z kůlovitého kořene a občas vespod dřevnatí. Sesele mívají listy přízemní i střídavé lodyžní přisedlé nebo krátce řapíkaté. Jejich nejčastěji trojúhelníkovité čepele bývají dvou až čtyřnásobně zpeřené s niťovitými úkrojky. Květy mají uspořádané do složených okolíků se sporými nebo zcela chybějícími listeny. Okolíky jsou tvořeny četnými okolíčky s vyvinutými volnými nebo srostlými listeny.
Květy jsou cyklické, protandrické, mají pět krátkých, tupých nebo ostře zahrocených vytrvalých kališních lístků a stejný počet volných, větších korunních lístků obsrdčitého či elipsovitého tvaru, které bývají bílé nebo načervenalé. V květu je pět volných tyčinek se žlutými nebo fialovými prašníky a dvouplodolistový spodní semeník, který má dva oddíly po jednom vajíčku, nektariový terč i čnělku s hlavičkovitou bliznou. Květy jsou opylovány drobným létajícím hmyzem.
Plody jsou okrouhlé, podélně elipsoidní nebo vejčité, lysé či chlupaté dvounažky, nejčastěji s pěti podélnými žebry a drobným, pětizubým kalichem na vrcholu. Dvounažky, jejichž vzhled je důležitým identifikačním znakem pro taxonomii, se rozpadají na dva plůdky, kterými se sesele rozmnožují.

## Taxonomie
Rod sesel je poměrně variabilní a občas ještě nejsou pevně stanovené rozdíly mezi jednotlivými druhy či poddruhy. V evropské přírodě roste asi 35 druhů a některé z nich se vyskytují v četných poddruzích. Nejbližšími příbuznými rody jsou smldník (Peucedanum) a žebřice (Libanotis).